# George Winslow
George Karl Wentzlaff, conocido como George "Foghorn" Winslow (Los Ángeles, 3 de mayo de 1946-13 de junio de 2015), Camp Meeker (California), fue un actor infantil en la década de los 50 conocido por su voz estentórea y su humor seco. Apareció en numerosas películas con estrellas como Marilyn Monroe, Cary Grant, Ginger Rogers, Dean Martin y Jerry Lewis. A finales de los 50, se retiró de la actuación.

## Carrera
Conocido como "Foghorn" por su voz curiosamente rasposa para un niño delgado con cabello rubio y ojos azules profundos, Wentzlaff, un nativo de Los Ángeles, irrumpió en el negocio del entretenimiento en el programa de radio para públicos familiares de Art Linkletter, People are Funny. Cuando Linkletter le preguntó cómo se llamaba, Wentzlaff dijo: «George Wentzlaff, pero prefiero ser Casey Jones», una salida que cautivó a la audiencia y llevó a unas 20 apariciones posteriores en el programa.
Cary Grant, que había visto el show y quedó impresionado por su inusual voz y sus instintos cómicos, le presentó al director Norman Taurog y apareció en las películas, Hogar, dulce hogar (Room for One More, 1952) y Me siento rejuvenecer (Monkey Business, también de 1952), compartiendo pantalla con Ginger Rogers y Marilyn Monroe. Su siguiente película sería Los caballeros las prefieren rubias (Gentlemen Prefer Blondes) 1953), en la que Wentzlaff — interpretando a Henry Spofford III, un joven admirador de Monroe — le robó las escenas a la actriz. En la comedia Mister Scoutmaster (1953), compartió diálogos con Clifton Webb, y tuvo un pequeño papel en la comedia musical Cómicos en París (Artists and Models), 1955), con Dean Martin, Jerry Lewis, Dorothy Malone y la debutante Shirley MacLaine de la que la crítica Aurora dijo que era la "última película 'buena' de Wentzlaff"."
También apareció en episodios de series televisión como The Adventures of Ozzie and Harriet, Blondie y Dear Phoebe. Su último trabajo fue Legado salvaje (Wild Heritage, 1958), como hijo de Maureen O'Sullivan.

## Vida personal y muerte
Retirado del mundo del espectáculo a los doce años, Wentzlaff terminó los estudios, sirvió en la Armada durante la guerra de Vietnam, fue trasladado a Camp Meeker a finales de los 70 y se retiró al servicio postal poco antes de su muerte. Wentzlaff moriría de un ataque al corazón el 13 de junio de 2015, a los 69 años. Su cuerpo fue encontrado por un amigo suyo al día siguiente.

## Filmografía
| Año  | Título en español                   | Título original          | Director         |
| ---- | ----------------------------------- | ------------------------ | ---------------- |
| 1952 | Hogar, dulce hogar                  | Room for One More        | Norman Taurog    |
| 1952 | Me siento rejuvenecer               | Monkey Business          | Howard Hawks     |
| 1952 | My Pal Gus                          | My Pal Gus               | Robert Parrish   |
| 1953 | Los caballeros las prefieren rubias | Gentlemen Prefer Blondes | Howard Hawks     |
| 1953 | Mister Scoutmaster                  | Mister Scoutmaster       | Henry Levin      |
| 1954 | Fuera del planeta                   | The Rocket Man           | Oscar Rudolph    |
| 1955 | Cómicos en París                    | Artists and Models       | Frank Tashlin    |
| 1956 | Rock, Pretty Baby                   | Rock, Pretty Baby        | Richard Bartlett |
| 1958 | Summer Love                         | Summer Love              | Charles F. Haas  |
| 1958 | Legado salvaje                      | Wild Heritage            | Charles F. Haas  |